# Nålebinding

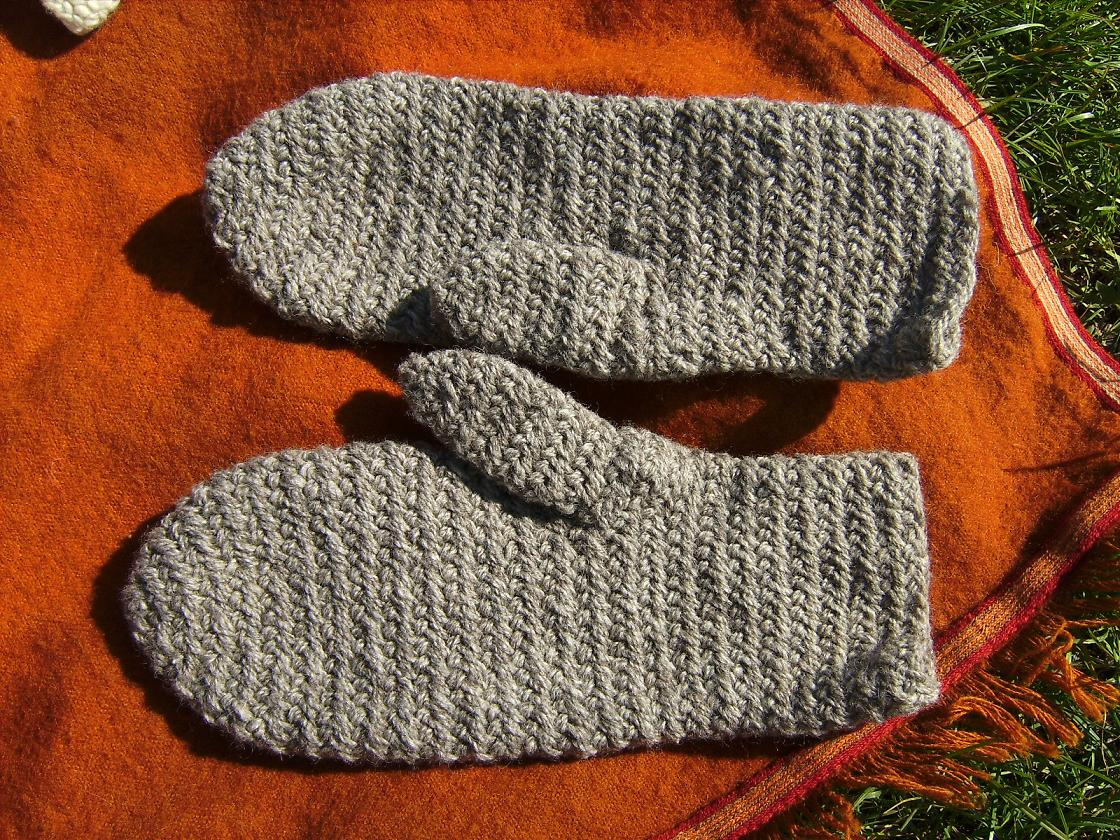
Guanti in Nålebinding

Il Nålebinding (danese: letteralmente "legatura con un ago" o "legatura ad ago", noto anche come naalbinding, nålbinding, nålbindning o naalebinding) è un'antica tecnica di creazione di tessuti che prevede l'uso di un unico ago appuntito a punta singola per creare tessuti. È considerato uno dei predecessori del moderno lavoro a maglia ed è antecedente anche all'uncinetto.

## Storia
Questa tecnica è stata praticata per secoli in varie parti del mondo, principalmente prima dell'introduzione del lavoro a maglia con i ferri. Il Nålebinding è stato utilizzato per creare oggetti come calzini, cappelli, guanti e altri capi di abbigliamento, così come coperte e borse.
Il Nålebinding viene ancora praticato dalle donne della tribù Nanti, un popolo indigeno della regione di Camisea in Perù, che lo utilizzano per creare braccialetti. Il Nålebinding è anche ancora popolare nei paesi scandinavi, così come nei Balcani.

## Tecnica
A differenza del lavoro a maglia tradizionale, che utilizza un certo numero di aghi a punta doppia o un unico filo di lavoro, il nålebinding coinvolge l'uso di un unico ago appuntito per formare punti complessi. L'ago viene infilato attraverso il filo di lavoro e attraverso punti precedenti per creare un tessuto fitto e resistente. Questa tecnica si differenzia dal crochet nel fatto che coinvolge il passaggio dell'intera lunghezza del filo di lavoro attraverso ogni punto, a differenza del crochet dove il lavoro è formato solo da punti e non coinvolge mai l'estremità libera del filo. Si differenzia anche dalla lavorazione a maglia nel senso che le lunghezze devono essere unite durante il processo di nålebinding, piuttosto che un unico filo continuo che può essere facilmente tirato fuori. Ad ogni modo gli esemplari archeologici di tessuti realizzati con il nålebinding possono essere difficili da distinguere dai tessuti lavorati a maglia.
Il Nålebinding richiede un po' di pratica per essere padroneggiato a causa della sua natura complessa e delle numerose varianti di punti. Tuttavia, Questa tecnica offre la possibilità di creare tessuti sottili e flessibili o spessi e rigidi, a seconda della tecnica utilizzata. Inoltre, il nålebinding non si sfilaccia, quindi non richiede finiture speciali ai bordi.
Nonostante richieda una certa abilità, il nålebinding è considerato facile da apprendere e padroneggiare e può essere praticato anche da principianti.